# 小行星5452
小行星5452（英語：5452）是一颗围绕太阳公转的小行星。1937年7月5日，C. Jackson在约翰内斯堡发现了此天体。
这颗小行星的绝对星等为312.8318933328068等。